# Liparetrus ater
Liparetrus ater är en skalbaggsart som beskrevs av Macleay 1886. Liparetrus ater ingår i släktet Liparetrus och familjen Melolonthidae. Inga underarter finns listade i Catalogue of Life.